# Jordi Cuixart
Jordi Cuixart i Navarro (n. 22 aprilie 1975, Santa Perpètua de Mogoda⁠(d), Catalonia, Spania) este un antreprenor și activist politic catalan, președinte al Òmnium Cultural din 19 decembrie 2015. Din octombrie 2017 este deținut în stare de arest preventiv.